# Gobernador Generoso
Gobernador Generoso es un municipio filipino de segunda categoría, situado en la parte sudeste de la isla de Mindanao. Forma parte de la provincia de Dávao Oriental situada en la Región de Dávao (Rehyon sa Dabaw en cebuano), también denominada Región XI. Para las elecciones está encuadrado en el Segundo Distrito Electoral.

## Barrios
El municipio de Gobernador Generoso se divide, a los efectos administrativos, en 20 barangayes o barrios, conforme a la siguiente relación:
| - Anitap - Manuel Roxas - Don Aurelio Chicote - Lavigán | - Luzón - Magdug - Montserrat - Nangan Jamboree | - Oregón - Sigáboy (Población) - Pundaguitán - Sergio Osmeña | - Surop - Tagabebe - Tambán - Tandang Sora | - Tibanbán de Abajo - Tiblaguán - Tibanbán de Arriba - Crispín de la Cruz |